# ジミニャーノ
ジミニャーノ (Gimignano、312年? - 397年1月31日) は、カトリック教会の助祭で、のちにモデナの司教。ジェミニアーノ (Geniniano)。カトリック教会、ギリシア正教会で聖人であり、聖ジミニャーノ、サン・ジミニャーノ、サン・ジェミニアーノなどとも。
モデナの守護聖人である。聖名祝日は命日の1月31日。没した地は現在はサン・ジミニャーノと呼ばれている。